# بيثيل (فيرمونت)
بيثيل (بالإنجليزية: Bethel, Vermont)‏ هي بلدة تقع في مقاطعة وندسور (فيرمونت) بولاية فيرمونت في الولايات المتحدة. تأسست عام 1779، تبلغ مساحتها 117.7 (كم²)، وترتفع عن سطح البحر 256 م، بلغ عدد سكانها 2030 نسمة في عام 2010 حسب إحصاء مكتب تعداد الولايات المتحدة .

## أعلام
- ستيفن توماس
- ماري بوغز
- هاري بوريل
- كيرك وايت

## وصلات خارجية
- bethelvt.govoffice3.com
- The US50 - Cities and Towns in Vermont State
- Vermont Cities and Towns, Facts, Map, Flag, Colleges, Government, and More